# 滨湖街道 (鱼台县)
滨湖街道，是中华人民共和国山東省济宁市鱼台县下辖的一个乡镇级行政单位。

## 行政区划
滨湖街道下辖以下地区：
新华社区、新民社区、解放社区、套楼村、临河村、胜利村、前进村、运北村、中心村、米滩村、张小楼村、七圣堂村、玉皇庙村、马石庄村、彭庄村和李集村。

## 人口
2010年中国第六次人口普查时，滨湖街道共有人口48710人。共有家庭10975户，平均每户3.35人。14岁以下的少年儿童共7603人，占总人口15.60%；15-64岁人口共36913人，占总人口75.78%；65岁及以上的老年人共4194人，占总人口的8.610%。男性共计25332人，占总人口52.00%；女性共计23378，占总人口47.99%。本地居住的人口中，拥有本地户籍的人口为40083人，占82.28%。